# Hospital de Los Llanos
El Hospital de Los Llanos fue un hospital público de la ciudad española de Albacete activo en el siglo XX. Inaugurado en 1947, fue un referente nacional en el tratamiento de la tuberculosis y, posteriormente, de enfermedades del tórax.

## Historia
La tuberculosis fue una de las enfermedades más graves que azotaron España en los años 1940. El 9 de noviembre de 1947 fue inaugurado el Sanatorio Antituberculoso Nuestra Señora de Los Llanos en Albacete por las principales autoridades sanitarias del país como el ministro de la Gobernación, Blas Pérez González, o el director general de Sanidad, el doctor Palanés, el cual supuso una importante inversión del Gobierno de España. El acontecimiento fue recogido por el NO-DO.
Fue un centro de referencia en España para el tratamiento de la tuberculosis, con capacidad para 400 pacientes, abierto a enfermos de todo el país.
Cuando la tuberculosis comenzaba a controlarse, el hospital fue remodelado en 1987, ampliando sus competencias, y adquirió la denominación de Hospital de Enfermedades del Tórax Virgen de los Llanos. El centro cerró sus puertas el 14 de abril de 1997 por decisión del INSALUD. En 2005 el edificio fue demolido.